# Ejdele
Ejdele (deutsch Egdeln) war ein Ort in der polnischen Woiwodschaft Ermland-Masuren. Seine Ortsstelle liegt im Gebiet der Landgemeinde Górowo Iławeckie (Landsberg) im Powiat Bartoszycki (Kreis Bartenstein), bis 1945 im Kreis Preußisch Eylau in Ostpreußen.

## Geographische Lage
Die Ortsstelle von Ejdele liegt im Nordwesten der Woiwodschaft Ermland-Masuren, 21 Kilometer südwestlich der heute auf russischem Staatsgebiet gelegenen einstigen Kreisstadt Preußisch Eylau (russisch Bagrationowsk) bzw. 26 Kilometer westlich der jetzigen Kreismetropole Bartoszyce (deutsch Bartenstein).

## Geschichte
Das seinerzeitige Eydelen wurde vor 1414 gegründet und hieß nach 1414 Eydelack, vor 1782 Eydeln, um 1785 Egdlen und nach 1820 Egdeln. Der Ort bestand im Grunde lediglich aus einem großen Hof und war ein Vorwerk zum Gut Sienken (polnisch Żołędnik), seit 1819 im ostpreußischen Kreis Preußisch Eylau. 
Im Jahre 1832 fand das kleine Gut Egdeln in Alfred Gustav Friedrich von Domhardt einen prominenten Pächter. Am 19. Mai 1886 wurde aus dem Vorwerk Egdeln zusammen mit dem Vorwerk Sienken der neue Gutsbezirk Sienken gebildet, der gleichen Datums in den Amtsbezirk Glandau (polnisch Glądy) eingegliedert wurde.
1910 zählte Egdeln als Ortschaft von Sienken 47 Einwohner. Am 30. September 1928 veränderte sich nochmals die Zugehörigkeit Egdelns, als nämlich der Gutsbezirk Sienken nach Glandau eingemeindet und Egdeln eine Ortschaft nun eben dieser Gemeinde wurde.
1945 kam Egdeln in Kriegsfolge mit dem gesamten südlichen Ostpreußen zu Polen und erhielt die polnische Namensform „Ejdele“. Doch ist seine Existenz nur in der ersten Nachkriegszeit dokumentiert. Er dürfte kaum noch besiedelt worden sein. Vielleicht ist er in einem der Nachbarorte Żołędnik oder Glądy aufgegangen. Heute gilt er offiziell als untergegangen. Seine Ortsstelle gehört zu Gmina Górowo Iławeckie (Landgemeinde Landsberg) im Powiat Bartoszycki (Kreis Bartenstein), von 1975 bis 1998 der Woiwodschaft Olsztyn, seither der Woiwodschaft Ermland-Masuren zugehörig.

## Religion
Bis 1945 war Egdeln in das Kirchspiel der evangelischen Kirche Buchholz (Ostpreußen) (heute polnisch Bukowiec) in der Kirchenprovinz Ostpreußen der Kirche der Altpreußischen Union eingepfarrt.

## Verkehr
Die kaum noch wahrnehmbare Ortsstelle von Ejdele resp. Egdeln ist über Landwege von Żołędnik (Sienken) bzw. Glądy (Glandau) aus zu erreichen.